# Renkin 3-kyū: Magical? Pokān
Renkin 3-kyū: Magical? Pokān (jap. 錬金3級 まじかる?ぽか～ん, Renkin San-kyū Majikaru? Pokān) ist eine 12-teilige japanische Anime-Fernsehserie des Studios REMIC, die den Genres Etchi, Comedy und Magical Girl zugeordnet ist.
Regisseur der gesamten Serie ist Ken’ichi Yatagai. Die Leitung über die musikalischen Produktion übernahm Lantis, die bereits die Soundtracks zu den Anime-Fernsehserien DearS, Di Gi Charat, Galaxy Angel und Onegai Teacher produzierten, komponiert wurde sie durch Noriyasu Agematsu.

## Handlung
Thema der einzelnen Episoden sind die Geschichten um den ungewöhnlichen Alltag von vier Prinzessinnen aus der Unterwelt. Die Hexe Uma (ゆうま, Yūma), Werwölfin Liru (りる, Riru), Vampirin Pachira (パキラ, Pakira) und Androidin Aiko (鉄子, wörtlich: „Eisenmädchen“) leben in einer Wohngemeinschaft in der Welt der Menschen und versuchen sich in dieser mit ihren Möglichkeiten zurechtzufinden. Unter anderem gibt es als wiederkehrende Nebenrolle noch die Wissenschaftlerin K-ko (K子), die beweisen will, dass die vier nur Unheil bringen.

## Konzeption

### Episodenliste
Jede der Episoden besteht aus zwei Kurzgeschichten.
| Nr. | Teil | Titel (Kanji und Lesung)                                                   | Ausstrahlungsdatum |
| --- | ---- | -------------------------------------------------------------------------- | ------------------ |
| 1   | 1    | はじめての呪文は甘い罠 / Hajimete no jumon wa amai wana                    | 4. April 2006      |
| 1   | 2    | 午後の呪文は赤いカブ / Gogo no jumon wa akai kapu                          | 4. April 2006      |
| 2   | 1    | 月の呪文は血の系譜 / Tsuki no jumon wa chi no keifu                        | 11. April 2006     |
| 2   | 2    | まやかしの呪文はＴＶショッピング / Mayakashi no jumon wa TV Shoppingu      | 11. April 2006     |
| 3   | 1    | 明日の呪文は愛の献血 / Ashita no jumon wa chi no kenketsu                  | 18. April 2006     |
| 3   | 2    | 幸せの呪文は理想の男性 / Shiawase no jumon wa risō no dansei               | 18. April 2006     |
| 4   | 1    | ないしょの呪文は梅雨前線 / Naisho no jumon wa baiuzensen                   | 25. April 2006     |
| 4   | 2    | 耳寄りな呪文は七夕祭れ / Mimiyori no jumon wa hanabata matsure             | 25. April 2006     |
| 5   | 1    | 脱力の呪文は海水浴 / Datsuryoku no jumon wa kaisuiyoku                     | 2. Mai 2006        |
| 5   | 2    | 恋の呪文は海水浴 / Koi no jumon wa kaisuiyoku                              | 2. Mai 2006        |
| 6   | 1    | 再生の呪文は地獄探訪 / Saisei no jumon wa jigoku tanbō                     | 9. Mai 2006        |
| 6   | 2    | 癒しの呪文は公園デビュー / Iyashi no jumon wa kōen debyū                   | 9. Mai 2006        |
| 7   | 1    | まったりの呪文は十五夜 / Mattari no jumon wa jūgo-ya                       | 16. Mai 2006       |
| 7   | 2    | 合体の呪文は無敵ロボットＭ５ / Gattai no jumon wa muteki Robotto M5        | 16. Mai 2006       |
| 8   | 1    | 今夜の呪文は吸血鬼 / Kon’ya no jumon wa kyūketsuki                         | 23. Mai 2006       |
| 8   | 2    | 夢の呪文は一日だけの魔法 / Yume no jumon wa ichinichi dake no mahō         | 23. Mai 2006       |
| 9   | 1    | 絶交の呪文は色男さんいらしゃーい / Zekkō no jumon wa irootoko-san irasshai | 30. Mai 2006       |
| 9   | 2    | 白の呪文はクリスマス / Shiro no jumon wa Kurisumasu                        | 30. Mai 2006       |
| 10  | 1    | コールドの呪文はスノボスキー / Kōrudo no jumon wa Sunobo Sukī              | 6. Juni 2006       |
| 10  | 2    | ホットな呪文は天然温泉 / Hotto no jumon wa tennen onsen                    | 6. Juni 2006       |
| 11  | 1    | 無口な呪文は楽しい英会話 / Muguchi na jumon wa tanoshii eikaiwa            | 13. Juni 2006      |
| 11  | 2    | ピンチの呪文はさよならの向こう側 / Pinchi no jumon wa sayonara no mukōgawa | 13. Juni 2006      |
| 12  | 1    | 哀愁の呪文は想い出に変わるとき / Aishū no jumon wa omoide ni kawaru toki   | 20. Juni 2006      |
| 12  | 2    | 優しい呪文は魔法使い / Yasashii jumon wa mahō tsukai                       | 20. Juni 2006      |

### Synchronisation
Neben den jeweiligen Gastrollen in den jeweiligen Episoden, wurden für die Hauptfiguren Uma, Pachira, Liru und Aiko sowie die wiederkehrende Nebenrolle K-ko folgende Seiyū für die Rollen besetzt:
| Figur   | japanischer Sprecher (Seiyū) |
| ------- | ---------------------------- |
| Pachira | Aya Hirano                   |
| Liru    | Hitomi Nabatame              |
| Uma     | Momoko Saitō                 |
| Aiko    | Satomi Akesaka               |
| K-ko    | Shōko Tsuda                  |

### Vor- und Abspanne
Die Folgen der Serie werden durch das Titellied Senketsu no Chikai (jap. 鮮血の誓い) eingeleitet, das von Yōsei Teikoku gesungen und durchgängig als Vorspann genutzt wird. Dem Gegenüber steht der Abspann der einzelnen Episoden, deren Melodie Shichaimashō (しちゃいましょう) von Hiroki komponiert und deren Text von Yasunori Ide geschrieben wurde. Gesungen werden die unterschiedlichen Fassungen der Abspannlieder von den verschiedenen Seiyū, den japanischen Synchronsprecherinnen der Figuren Uma, Liru, Pachira und Aiko. Darüber hinaus gibt es noch vier weitere Versionen, die von Nomiko intoniert wurden.

## Veröffentlichung
Die Fernsehserie wurde erstmals vom 5. April bis 21. Juni 2006 kurz nach Mitternacht (und damit am vorigen Fernsehtag) auf den Sendern Chiba TV und TV Saitama ausgestrahlt. Mit zwei Stunden Versatz folgte TV Aichi, sowie binnen einer Woche Sun TV, Tokyo MX und TV Kanagawa. Vom 15. April bis 1. Juli ab Mitternacht folgte eine überregionale Ausstrahlung über Kids Station. Zusätzlich zur Ausstrahlung folgte eine Veröffentlichung als Manga, der in 2005 der Februar-Ausgabe der Degenki Daō begann.
Im Anschluss an die Ausstrahlung erschien die Serie vom 23. Juni bis zum 25. Oktober 2006 auf DVD.